# Mã Nặc Lạp Đát Bạt Ma
Mã Nặc Lạp Đát Bạt Ma (tiếng Phạn: Manorathavarman, cai trị ? - ?) là một vị vua của nước Lâm Ấp. Đây là quân chủ áp chót của triều đại thứ 2 nước Lâm Ấp.

## Tiểu sử
Ông là cháu của vua tiền nhiệm, Phạm Địch Chớn.
Phạm Địch Chớn muốn sang Ấn Độ sống những ngày cuối đời vì đam mê văn hoá Ấn Độ, nên đã nhường ngôi cho em là Phạm Địch Khải nhưng bị từ chối. Ngôi báu đành truyền cho Mã Nặc Lạp Đát Bạt Ma nhưng tể tướng Thiếu Lâm (Tsang Lin) chống lại vì cho rằng người này không được sinh ra từ một người mẹ có dòng máu tinh khiết (tức đẳng cấp Brahman), nên bị Mã Nặc Lạp Đát Bạt Ma giết chết.
Không rõ Mã Nặc Lạp Đát Bạt Ma đã làm gì trong thời gian trị vì. Khi mất, ông truyền ngôi cho em của ông là Phạm Địch Văn.